# Vreta klosters socken

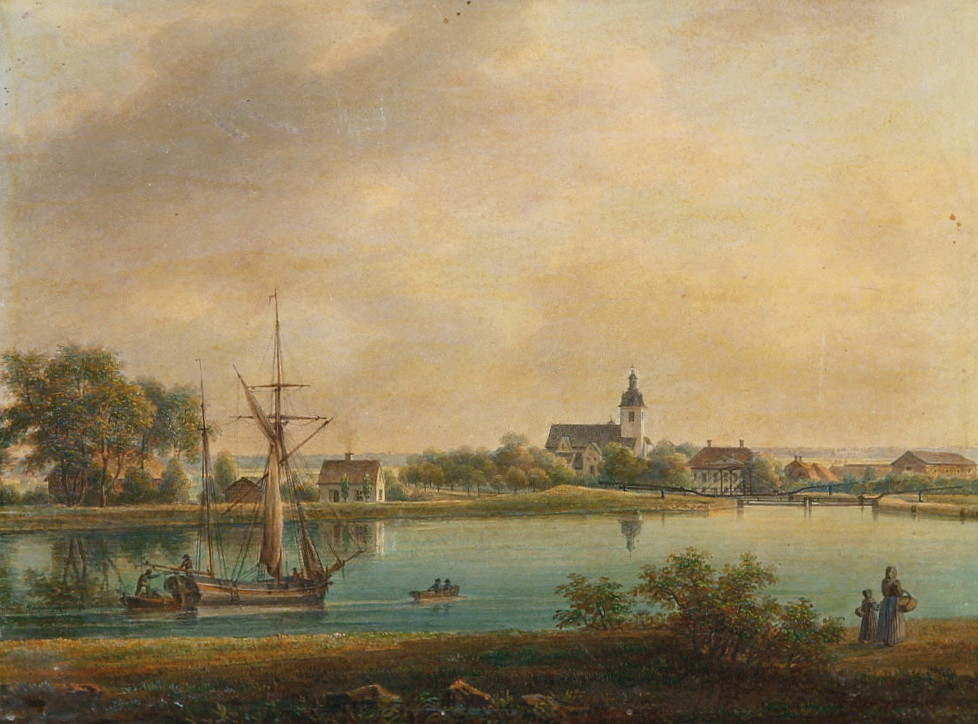
Vreta Kloster på en målning av Johan Fredrik Julin (1820-tal).

Vreta klosters socken i Östergötland ingick i Gullbergs härad, ingår sedan 1971 i Linköpings kommun och motsvarar från 2016 Vreta klosters distrikt.
Socknens areal är 53,35 kvadratkilometer, varav 46,25 land. År 2000 fanns här 8 150 invånare. Tätorterna Ljungsbro och Berg (med Bergs slussar) samt Vreta kloster med sockenkyrkan Vreta klosters kyrka ligger i socknen. 

## Administrativ historik
Vreta klosters socken har medeltida ursprung, tidigast med namnet Vreta socken som efterhand från 1600-talet ersattes med nuvarande.
Vid kommunreformen 1862 övergick socknens ansvar för de kyrkliga frågorna till Vreta klosters församling och för de borgerliga frågorna till Vreta klosters landskommun. Landskommunen utökades 1952 och ingår sedan 1971 i Linköpings kommun. Församlingen utökades 2006 och 2010.
1 januari 2016 inrättades distriktet Vreta kloster, med samma omfattning som församlingen hade 1999/2000.  
Socknen har tillhört samma fögderier och domsagor som socknens härader.  De indelta soldaterna tillhörde  Första livgrenadjärregementet, Vreta Klosters kompani och Andra livgrenadjärregementet, Vestanstångs kompani.

## Geografi
Vreta klosters socken ligger nordväst om Linköping, väster om Roxen och norr om Svartån och kring Motala ström. Socknen är norr om Motala ström en kuperad skogsbygd, söder därom uppodlad slättbygd.

## Fornlämningar
Kända från socknen är spridda gravrösen, stensättningar och flera skålgropar från bronsåldern samt 25 gravfält och en fornborg från järnåldern. Två runristningar har noterats.

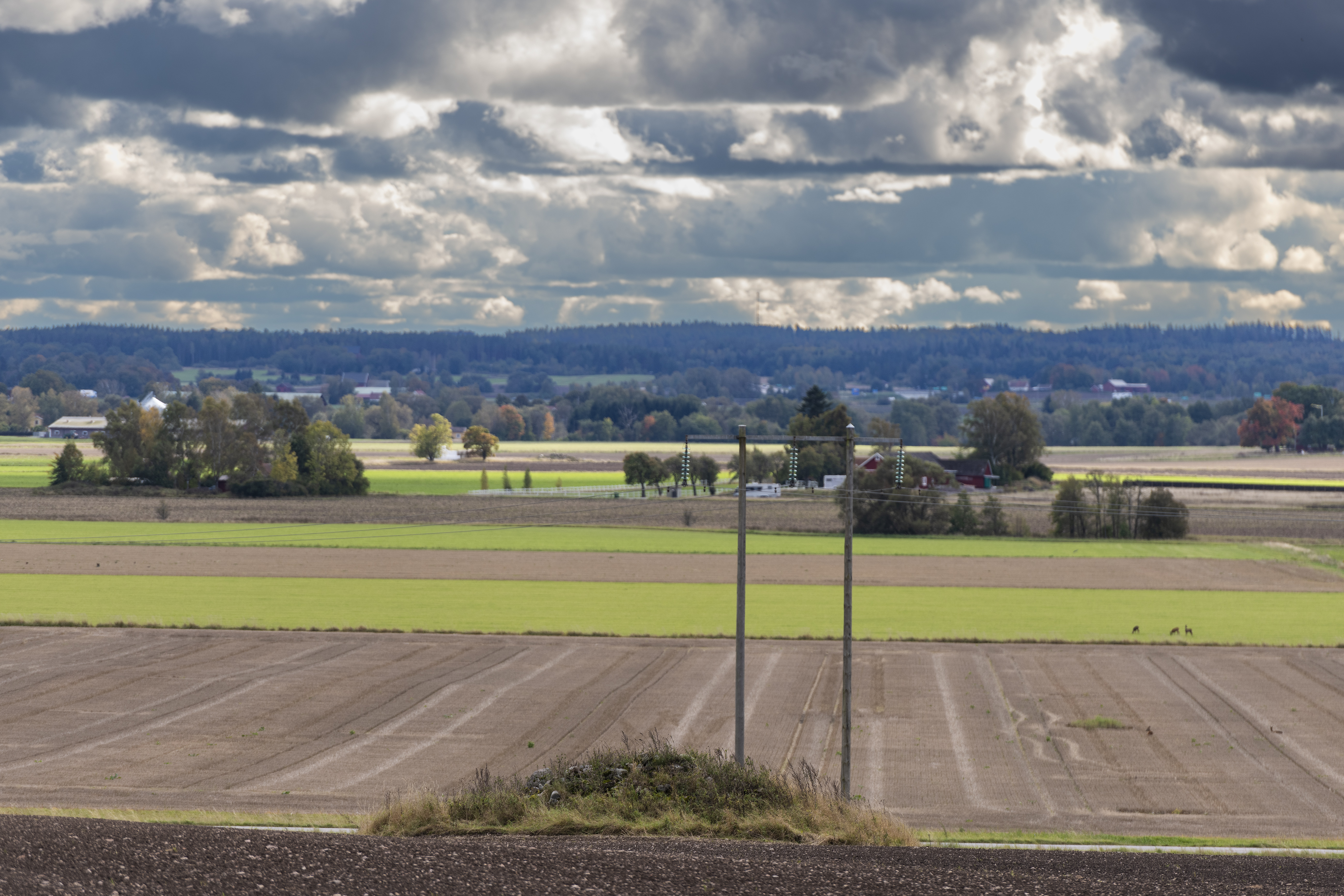
Gravhög sydväst om Vreta Kloster kyrka (RAÄ 52).
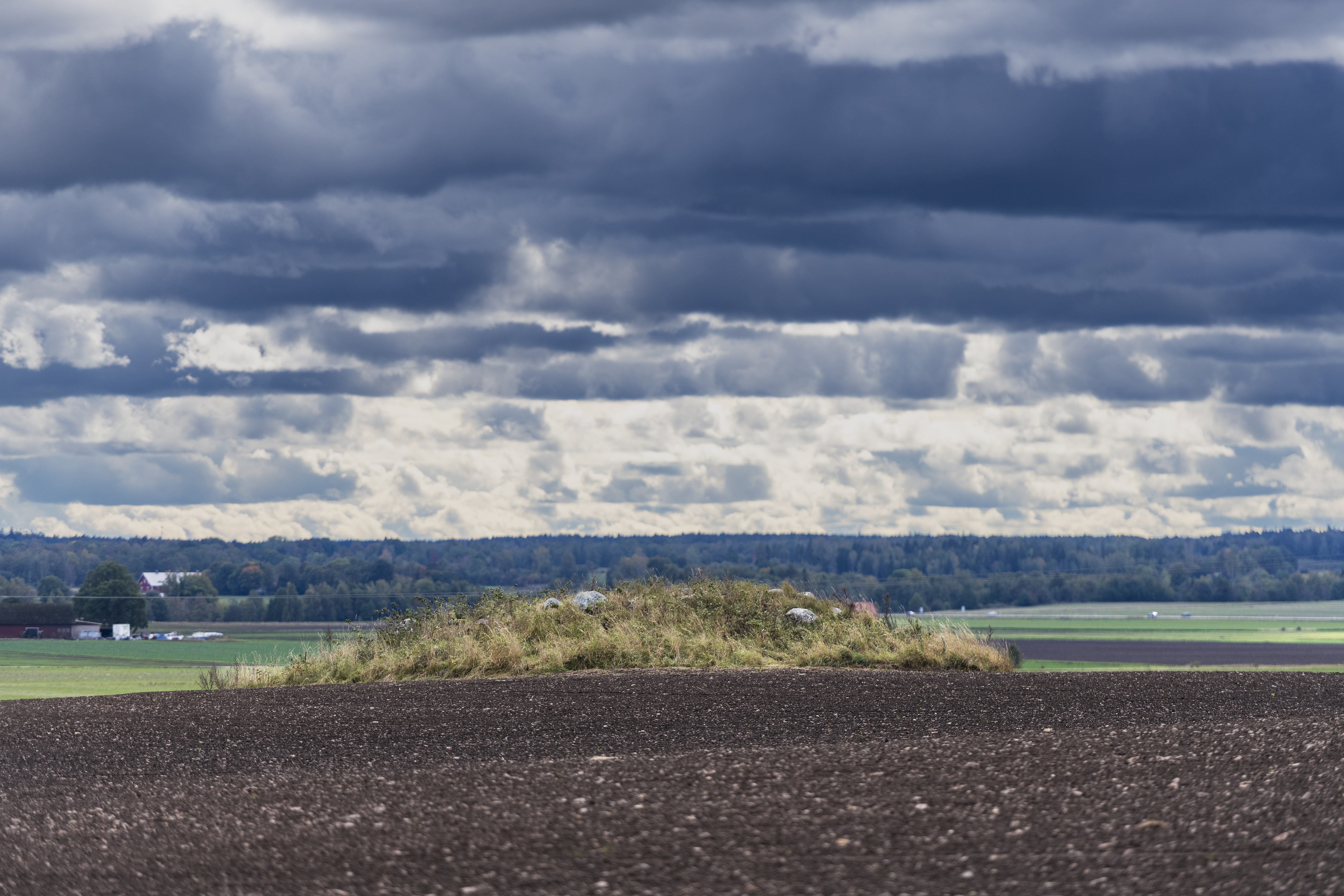
Gravhög sydväst om Vreta Kloster kyrka RAÄ 51).

## Namnet
Namnet (1289 Wretis) kommer från klostret. Klosternamnet är bildat av vret, vilket betyder liten inhägnad åker.

### Fotnoter
1. 1 2  Svensk Uppslagsbok andra upplagan 1947–1955: Vreta+kloster socken
2. 1 2  Harlén, Hans; Harlén Eivy (2003). Sverige från A till Ö: geografisk-historisk uppslagsbok. Stockholm: Kommentus. Libris 9337075. ISBN 91-7345-139-8
3. ↑  ”Församlingar”. Statistiska centralbyrån. https://www.scb.se/hitta-statistik/regional-statistik-och-kartor/regionala-indelningar/forsamlingar/. Läst 30 december 2022.
4. ↑  kloster&Typ=Alla&DatumFran=&DatumTill= Administrativ historik för Vreta kloster socken (Klicka på församlingsposten). Källa: Nationella arkivdatabasen, Riksarkivet.
5. 1 2  Sjögren, Otto (1931). Sverige geografisk beskrivning del 2 Östergötlands, Jönköpings, Kronobergs, Kalmar och Gotlands län. Stockholm: Wahlström & Widstrand. Libris 9939
6. 1 2  Nationalencyklopedin
7. ↑  Fornlämningar, Statens historiska museum: Vreta klosters socken
8. ↑  Fornminnesregistret, Riksantikvarieämbetet: Vreta klosters socken Fornminnen i socknen erhålls på kartan genom att skriva in sockennamn (utan "socken") i "Ange geografiskt område"
9. ↑  Mats Wahlberg, red (2003). Svenskt ortnamnslexikon. Uppsala: Institutet för språk och folkminnen. Libris 8998039. ISBN 91-7229-020-X. https://isof.diva-portal.org/smash/get/diva2:1175717/FULLTEXT02.pdf